# Abominationz
Abominationz è il nono album in studio del gruppo musicale statunitense Twiztid, pubblicato nel 2012.

## Tracce
1. Bad Side – 4:04
2. Unstoppable – 4:32
3. Rep That Wicked – 3:31
4. He’s Lookin' At Me – 1:00
5. Blood... All I Need – 3:23
6. Lift Me Up (feat. Blaze Ya Dead Homie) – 4:00
7. Extension Chords – 3:08
8. Psychopathic Psychiatric Care – 1:20
9. Coin Flip Lunatic (feat. Royce da 5'9") – 2:37
10. This is Your Anthem – 3:51
11. Abominationz (feat. Insane Clown Posse) – 5:04
12. Unable to Cry for Help or to Escape from a Seemingly Impending Evil – 2:42
13. Nightmarez – 3:17
14. 2nd 2no 1 – 3:33
15. LDLHA-IBCSYWA – 4:41
16. It's Hard To Smile When You're... – 1:07